# Lianfeng Shuiku
Lianfeng Shuiku (kinesiska: 联丰水库) är en reservoar i Kina. Den ligger i provinsen Heilongjiang, i den nordöstra delen av landet, omkring 170 kilometer norr om provinshuvudstaden Harbin. Lianfeng Shuiku ligger 165 meter över havet. Arean är 18,8 kvadratkilometer. Trakten runt Lianfeng Shuiku består till största delen av jordbruksmark. Den sträcker sig 6,9 kilometer i nord-sydlig riktning, och 5,3 kilometer i öst-västlig riktning.
Genomsnittlig årsnederbörd är 913 millimeter. Den regnigaste månaden är juli, med i genomsnitt 286 mm nederbörd, och den torraste är januari, med 8 mm nederbörd.